# Kulen Vakuf
Kulen Vakuf falu Bosznia-Hercegovinában, Bihács községben, a Bosznia-hercegovinai Föderáció Una-Szanai kantonjában. Az Una Nemzeti Park legnagyobb települése.

## Fekvése
Bihács központjától légvonalban 32, közúton 40 km-re délkeletre, Drvartól légvonalban 31, közúton 42 km-re északnyugatra, az Una folyó partján fekszik. 

## Népessége
Lakossága 2013-ban 457 fő, mely csaknem teljes egészében bosnyák etnikumú volt.
| Nemzetiségi csoport | Népesség 1991 | Népesség 2013 |
| ------------------- | ------------- | ------------- |
| Szerb               | 182           | 5             |
| Bosnyák             | 770           | 426           |
| Horvát              | 3             | 3             |
| Jugoszláv           | 99            | 0             |
| Egyéb               | 9             | 23            |
| Összesen            | 1063          | 457           |

## Története
A település ősidők óta fontos utak kereszteződésében létesült. A Római Birodalom idején itt haladt át az az út, amely Zárából kiindulva Dalmácia és Pannónia római tartományokat kötötte össze. A mai Kulen Vakufot I. Ahmed oszmán szultán (1603-1617) mecsetjének építésével alapították. A Kulen Vakufban található hidat 1703 és 1730 között építették Kasaba Džisr-i-kebir (Nagy híd) néven, az Una bal partján, egy mesterségesen kialakított sziget felhasználásával, amely egykor fedett volt. Ezt 1878 után bontották le, de még 1934-ben is látszottak falainak alapjai. Az eredeti török nevet nem hivatalosan a 18. században változtatták meg, amikor Palanka Mahmut paše Kulenovićnak nevezték, a mai Kulen Vakuf nevet pedig csak a 19. században kapta.

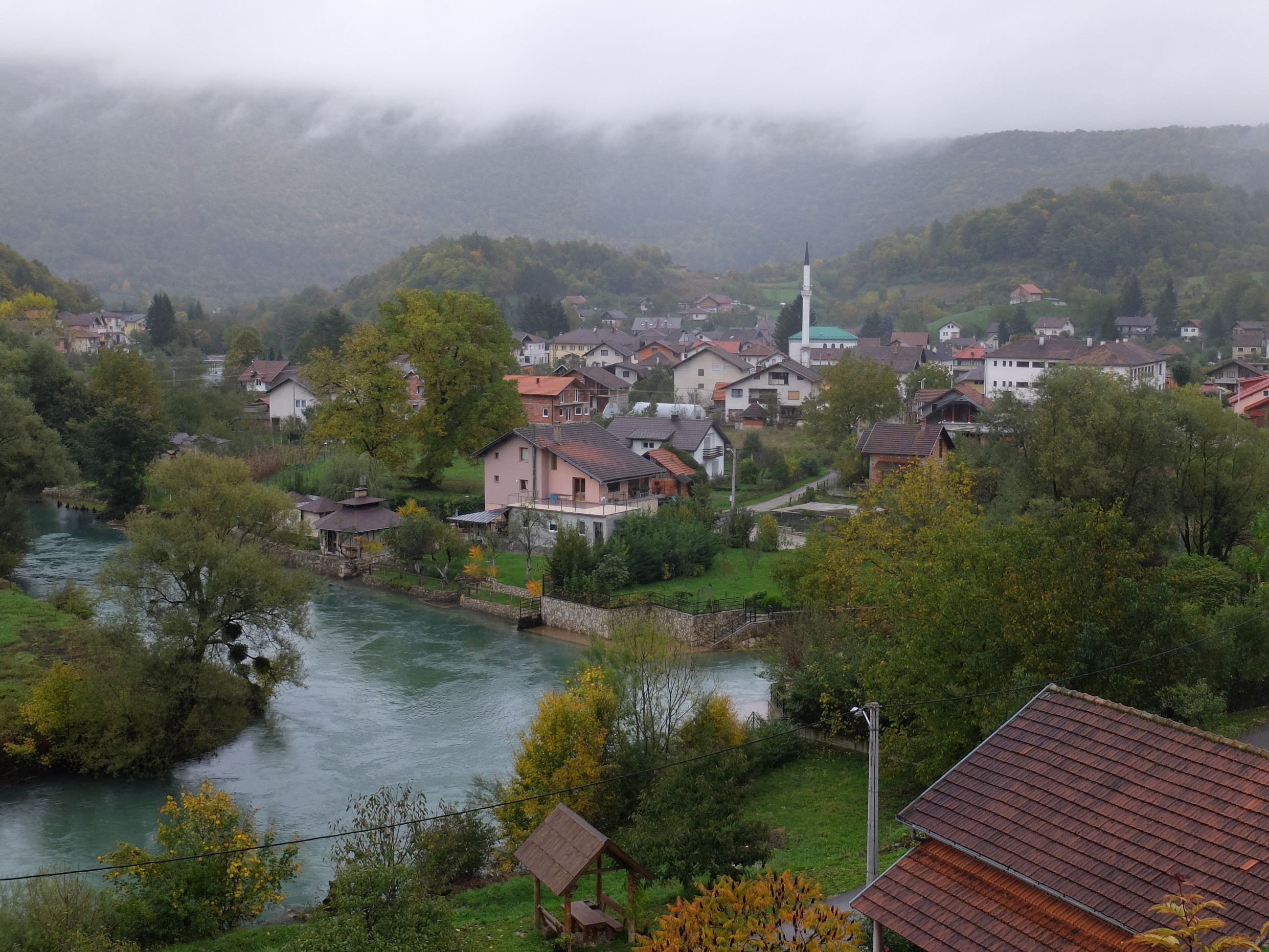
Kulen Vakuf látképe középen az Ahmed szultán mecsettel

Az 1699-es karlócai békeszerződés után a bosnyák Valija Halil pasa kibővítette és megerősítette ezt a helyet. A várost az Una folyó bal partja mentén egy mesterségesen kialakított szigeten hozták létre, így a város sáncai mellett folyt a ma is meglévő Una folyó és annak mesterségesen hosszú holtága. Ennek a városnak az erős sáncok mellett védőöve is volt. A város sáncán négy kapu és két ágyútorony (tabija) volt. A sánc keleti oldalán volt a Horića tabija, a nyugati oldalon pedig a Ćemalović tabija. Az őrséget a közeli Ostrovica kapitányaként egy aga irányította.A város egyik főkapuja az Una nagy hídjánál, a másik pedig Ahmed szultán városi mecsetje mellett volt, amely ma is megvan. Két oldalsó kapu volt a város keleti és nyugati oldalán, a két tabija közvetlen közelében. Kulen Vakuf korábban a környék kereskedelmi és a kulturális központja volt. Az Osztrák-Magyar Monarchia az 1878-as megszállás után lebontotta a falakat.
A második világháború alatt 1941. szeptember elején a Kulen Vakuf-i mészárlásban kommunista vezetésű jugoszláv partizánok és nem kommunista szerb lázadók (köztük csetnikek) 1000-3000 usztasa foglyot, valamint muszlimokat és kisebb számú horvát civilt (körülbelül 100-at) öltek meg Kulen Vakufban, amely akkor a Független Horvát Államhoz tartozott. Előzményként a helyi usztasák korábban szerbeket mészároltak le Kulen Vakufban és a környező falvakban.

## Nevezetességei
- Ahmed szultán mecsete 1603-1613 között, I. Ahmed szultán idejében épült, akiről a nevét is kapta. Az eredeti mecset a középkori város a falain belül épült, és az oszmán erőd udvarának felső bejárata fölött állt. Miután lebontották, magában Ostrovica faluban építették fel újra. A mai mecset 1903-ban épült, és azóta három alkalommal rombolták le és építették újjá. Először az egész kulen vakufi bazárt elborító tűzben égett le 1903. június 16-án, a másik két alkalommal pedig az 1941-es és 1992-es háborúban. A mecset a délszláv háborúban teljesen elpusztult, majd a múlt század 90-es éveinek második felében eredeti formájában és méretében (12x17m) építették újjá, azzal a különbséggel, hogy a korábbi faragott kő helyett téglát használtak a rekonstrukcióhoz. Jellemzője, hogy alatta üzletek és négy oldalon átjárók találhatók, a mecset bejáratához pedig kőlépcső vezet. Egyik átjárójának boltíve fölött a Koránból való idézet kőbe faragott, az időről szóló szúrája olvasható.[6]

- Az Úr mennybemenetelének tiszteletére szentelt ortodox templomának maradványa. A dabro-boszniai ortodox metropolita 1882-es leírásában az szerepel, hogy Kulen Vakufban volt egy gerendatemplom, amely Kulen Vakuf ortodox plébániatemploma volt, és amelyet az Úr mennybemenetelének tiszteletére szenteltek. Ez a templom 1880-ban épült az Ostrovica-patak forrása felett. 1882-ben a Kulen Vakuf-i ortodox plébánia 6 faluból állt: Vakuf, Kalati, Bušević, Kestenovac, Štrbci és Seoce. A régi gerendatemplom helyére 1898-ban téglából újat építettek. Építését Ferenc József császár is segítette, aki 500 forintos hozzájárulást adott a harang beszerzéséhez. Az Úr mennybemenetele temploma, híveihez hasonlóan történelme során sokat szenvedett. rá. A háború előtt (1941) a visszavonult korábbi pap, Vukosav Milanović visszatért Kulen Vakufba, ahol családjával és Rodoljub Samardžić pappal és családjával együtt az usztasák meggyilkolták. Miután az usztasák megölték a papokat, 1941 nyarán a  templomot is felgyújtották. Újjáépítését 1989-ben kezdték meg, de ezt az 1991-ben kezdődött délszláv háború megszakította, és soha nem fejeződött be. Ma az Ostrovica forrása felett találhatók a templom maradványai, mellette pedig egy ortodox temető található, amelyet benőtt a növényzet és emiatt nehezen megközelíthető.[7]

- A település felett, az Una és mellékfolyója Osztrovica bal oldalán található az azonos nevű középkori és oszmán erőd, a jobb oldalon pedig a Havala oszmán erőd maradványai láthatók:

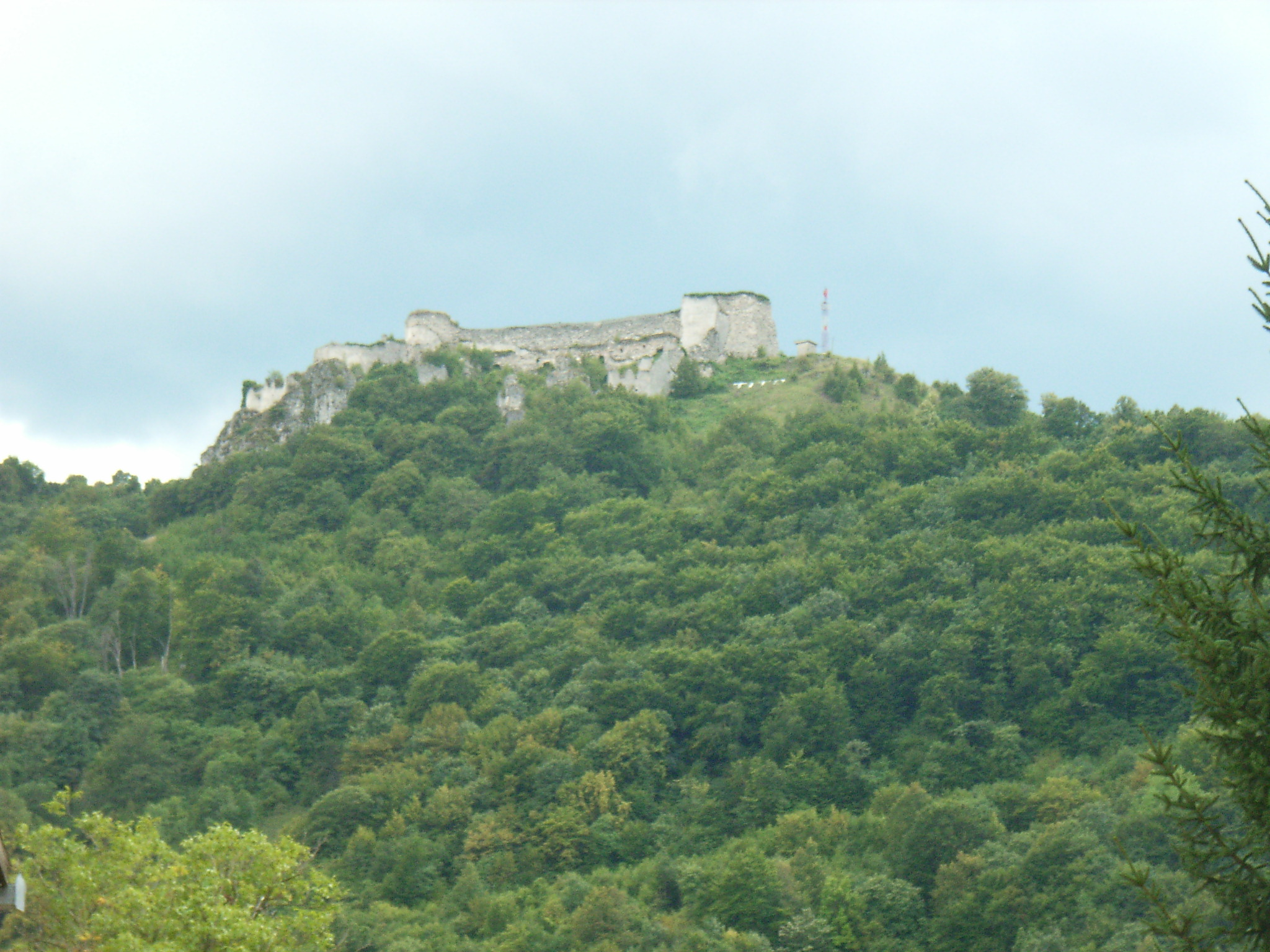
Osztrovica vára a település felett

Osztrovica várának középkori része királyi várként a 15. században épült, egy őskori vár helyén, melyből helyenként megőrizték az azonos nevű dombon lévő védősánc maradványait. Engel Pál szerint Zsigmond magyar király 1405-ben ostrommal foglalta vissza Hervoja bosnyák fejedelemtől. A várat a lankásabb oldalon védősánc, a másik oldalon pedig meredek szikla védte. A leginkább megközelíthetetlen része az északkeleti oldal volt, melynek 282 m hosszú és 211 m széles sáncai ma is felismerhetők. Az erőd nyugati fala alatt vizesárok húzódott. A nyugati oldalon egy 14 m hosszú és 6 m széles épület alapfalai találhatók. A bejárat a nyugati oldalon van. A nép ezt templom maradványának tartja, melyet „Ostrovičkának” vagy „grčka crkvinának” (görög templom) nevez. A középkori Osztrovica város az egykori Lapac megyében volt, és a Karlovicsokhoz tartozott. A középkorban az Una folyó felső folyásának legerősebb városa volt. Az erőd fejlesztése és bővítése az oszmán uralom alatt is folytatódott. A főbejárat délről, a másodlagos bejárat északról volt. 1523-ban került oszmán uralom alá és 1878-ig ott is maradt. Fontosságát és méretét jelzi, hogy a 16. század folyamán 60 lovasból és 150 gyalogosból álló őrség volt benne. A 18. században a várat négy toronnyal és két tabiával bővítették és erősítették meg. A várkapitánysághoz tartozott az Una folyó felső folyásának mindkét oldala, a forrástól mintegy 15 km-re, mely a mai Kulen Vakuf alatt húzódott magában foglalva Orašac, Havala, Džisr-i-kebir, Palanka Covka és Donji Lapac településeket.
Osztrovicával szemben, az Una folyó völgyében találhatók, a régi Havala erőd romjai. Az erőd 17. század közepe táján épült, és a feltételezések szerint III. Ahmed oszmán szultán építtette. Ez az erőd kőből épített bejáratból és egy tabijából állt, keleti oldalát pedig 5 m magas és legfeljebb 1 méter vastag fal vette körül. A főbejárat felett egy mecset volt, amit a még látható mihrab is bizonyít, a bejárattól balra pedig két torony állt. Havala az évszázadok során stratégiailag nagyon fontos erőd volt, ahonnan az Una folyón átívelő hidat és a teljes Kulen Vakufot (a korábbi Džisr-i-kebirt), valamint a jobb oldalon lévő közúti forgalmat figyelték, amely Likát és Dalmáciát más célpontokkal kötötte össze a régióban és azon túl. Havalától nyugatra van egy muszlim temető van, ahol Smailbeg Kulenovićnak, Havala egyik dizdárjának (parancsnok) a sírja is található. A feliratok ma is jól láthatóak, arab betűkkel és török nyelven íródtak.

## Fordítás
- Ez a szócikk részben vagy egészben  a   Kulen Vakuf című bosnyák Wikipédia-szócikk ezen változatának fordításán alapul.  Az eredeti cikk szerkesztőit annak laptörténete sorolja fel. Ez a jelzés csupán a megfogalmazás eredetét és a szerzői jogokat jelzi, nem szolgál a cikkben szereplő információk forrásmegjelöléseként.